# Dichotomius interstitialis
Dichotomius interstitialis là một loài bọ cánh cứng trong họ Bọ hung (Scarabaeidae).